# Stylisma abdita
Stylisma abdita är en vindeväxtart som beskrevs av Myint. Stylisma abdita ingår i släktet Stylisma och familjen vindeväxter. Inga underarter finns listade i Catalogue of Life.